# الشروق
الشروق (عربی: الشروق) یک روزنامه تونسی مستقل است که در «دارالانوار» منتشر می‌شود که آن را «صلاح الدین العامری» فقید در سال ۱۹۸۴ تأسیس کرد.
این روزنامه ابتدا به صورت موقت هفتگی منتشر شد و بعد در سال ۱۹۸۸ تبدیل به روزنامه گشت. نزدیک به ۸۰۰۰ تیراژ دارد.